# Quo Vadis? (film din 1951)

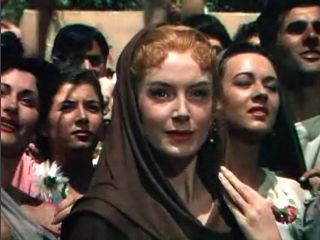
Deborah Kerr în rolul Lygiei

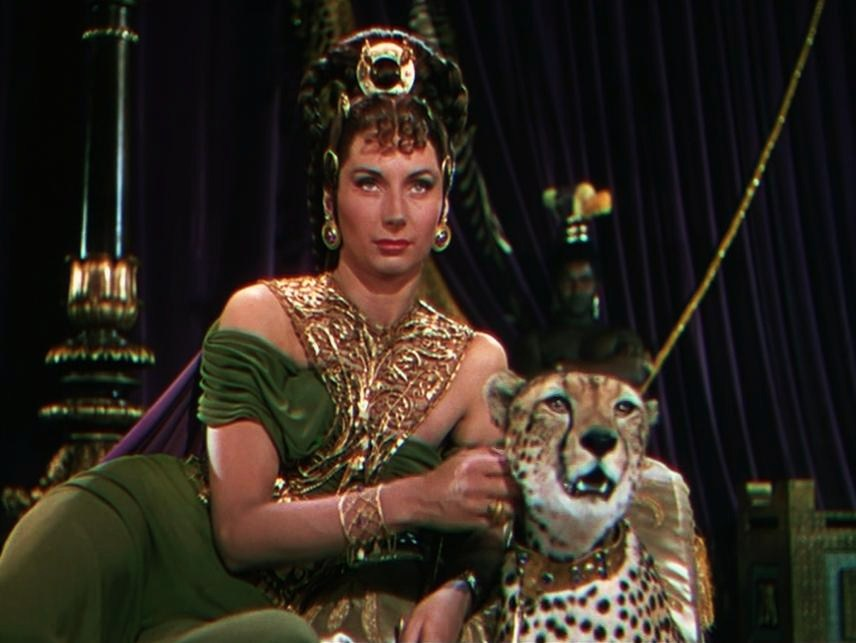
Patricia Laffan într-o scenă din film

Quo Vadis (titlul original în latină, cu sensul de „Unde mergi ”) este un film american epic din 1951 distribuit de MGM și realizat în Technicolor. Este regizat de Mervyn LeRoy și produs de Sam Zimbalist, după un scenariu de John Lee Mahin, S.N. Behrman și Sonya Levien.  Titlul face aluzie la întrebarea retorică pe care Sfântul Petru o adresează lui Iisus Hristos, pe care îl întâlnește când pleacă spre Roma: «Quo vadis, Domine ?» („ÎNCOTRO, DOAMNE?”). Filmul se bazează pe un roman istoric omonim scris de Henryk Sienkiewicz, pentru care, în 1905, i s-a decernat Premiul Nobel.

## Distribuție
- Robert Taylor – Marcus Vinicius
- Deborah Kerr – Lygia
- Leo Genn – Petronius
- Peter Ustinov – Nero
- Patricia Laffan – Poppaea
- Finlay Currie – sfântul Petru
- Abraham Sofaer – apostolul Pavel
- Marina Berti – Eunice
- Buddy Baer – Ursus
- Felix Aylmer – Plautius
- Nora Swinburne – Pomponia
- Ralph Truman – Tigellinus
- Norman Wooland – Nerva
- Peter Miles – Nazarius
- Geoffrey Dunn – Terpnos
- Nicholas Hannen – Seneca
- D. A. Clarke-Smith – Phaon
- Rosalie Crutchley – Acte
- John Ruddock – Chilo
- Arthur Walge – Croton
- Elspeth March –  Miriam
- Strelsa Brown – Rufia
- Alfredo Varelli – Lucan
- Roberto Ottaviano – Flavius
- William Tubbs – Anaxander
- Pietro Tordi – Galba
- Clelia Matania – Parmenida

## Literatură
- Sienkiewicz, Henryk. Quo vadis. București, 1968: Editura pentru Literatură Universală, Colecția Clasicii Literaturii Universale. p. 550.